# Полёт на дельтаплане
«Полёт на дельтаплане» — песня из репертуара Валерия Леонтьева на стихи поэта Николая Зиновьева и музыку композитора Эдуарда Артемьева.

## История
Мелодию песни «Полёт на дельтаплане» Эдуард Артемьев написал изначально для фильма «Родня» Никиты Михалкова, где эта мелодия звучала в тембре балалайки, отражая характер главной героини фильма — Марии. В 1981 году фильм «Родня» вышел на телеэкраны, и мелодия стала популярной. Была заглавной песней и звучала в каждой серии 32-серийного сериала «Исправление и наказание» (2022—2024), фильме «Чернобыль: Зона отчуждения. Финал» (2019) и многих других.
По инициативе редактора радио Джульетты Максимовой, на музыку Артемьева был написан текст. Автором слов стал поэт Николай Зиновьев. Песня попала в репертуар Валерия Леонтьева. «Полёт на дельтаплане» появился в эфире Всесоюзного радио. На песню был снят видеоклип в предгорьях Алма-Аты, где Леонтьев скакал на лошади, а над ним летал дельтапланерист. В 1983 году песня вошла в дебютный альбом Леонтьева «Муза». Она открывала альбом и стала популярной советской диско-композицией. Валерий Леонтьев исполнил эту песню на фестивале «Песня года 83».
В дальнейшем композиция пользовалась большой популярностью, стала предметом для большого количества ремиксов, часто использовалась диджеями, однако сам Леонтьев не исполнял её вплоть до 2000-х годов. Несмотря на то, что музыкант пытался изменить стереотипное отношение к своему творчеству, записав в Лос-Анджелесе альбом «По дороге в Голливуд» и выступая со сложным шоу, зрители на концертах продолжали требовать «Светофор» и «Дельтаплан». «Я сломался. Я перестал возить эту программу и сделал более удобоваримый микс из старого и нового. Хочется за свою работу получать аплодисменты, и я стал их получать. Мне стало легче жить.» — признался Леонтьев в интервью Борису Барабанову в 2014 году.
Помимо Валерия Леонтьева, эту песню исполняло большое количество музыкантов и артистов, среди которых Дмитрий Дюжев, Дима Билан, Николай Носков, Денис Клявер, Александр Ревва, Полина Гагарина и другие. Литературная премия для молодых поэтов, учреждённая в память Николая Зиновьева, называется «Дельтаплан». Кроме того, сайт поклонников творчества Валерия Леонтьева и его официальный фан-клуб также получил название «Дельтаплан».